# Libějice
Libějice (en allemand : Libejitz) est une commune du district de Tábor, dans la région de Bohême-du-Sud, en République tchèque. Sa population s'élevait à 116 habitants en 2020.

## Géographie
Libějice se trouve à 6 km au sud-ouest du centre de Tábor, à 46 km au nord-nord-est de České Budějovice et à 79 km au sud-sud-est de Prague.
La commune est limitée par Slapy au nord, par Tábor et Radimovice u Želče à l'est, par Lom au sud et par Malšice à l'ouest.

## Histoire
La première mention écrite du village date de 1379.